# Kutxa Kultur Artegunea
Kutxa Kultur Artegunea es un espacio expositivo impulsado por Kutxa Fundazioa que se encuentra físicamente dentro del edificio Tabakalera y que cuenta con una superficie aproximada de 900 m², dividida en dos plantas que pueden funcionar conjunta o separadamente pudiendo mostrarse una exposición de gran envergadura o dos exposiciones más pequeñas simultáneamente. El juego arquitectónico que conecta las dos alturas y el carácter industrial confieren a la sala una configuración única.
Inaugurada en 2015, la sala de exposiciones Artegunea nace con el objetivo de complementar la programación expositiva de Kutxa Fundazioa. La línea expositiva de esta nueva sala se centrará en proyectos fotográficos exclusivamente.
La fotografía ha sido siempre un eje importante en la estrategia cultural de Kutxa Fundazioa. Siendo Kutxa Fototeka, nuestro archivo fotográfico que también se encuentra en el edificio de Tabakalera, uno de los activos patrimoniales más importantes que tiene la fundación.
Acercar y divulgar las prácticas fotográficas al público general, prestando una especial atención a nuestro entorno próximo, es uno de los objetivos más importantes de Artegunea. La sala pretende ser un lugar de encuentro, un instrumento de conocimiento, accesible a todo tipo de público.

## Proyectos educativos
Concebido como un espacio para acercar el arte al púbico, fomentar el intercambio cultural y promover la capacidad crítica, la labor educativa siempre ha estado muy presente en los proyectos de Kutxa Kultur Artegunea.
Nuestros proyectos educativos se diseñan específicamente en relación con las muestras en exposición y están dirigidos a distintos públicos:
- Actividades en familia
- Programa escolares
- Programas para colectivos-Actividades para adultos y público general
- Programas adaptados a grupos con necesidades especiales.

## Galería de imágenes

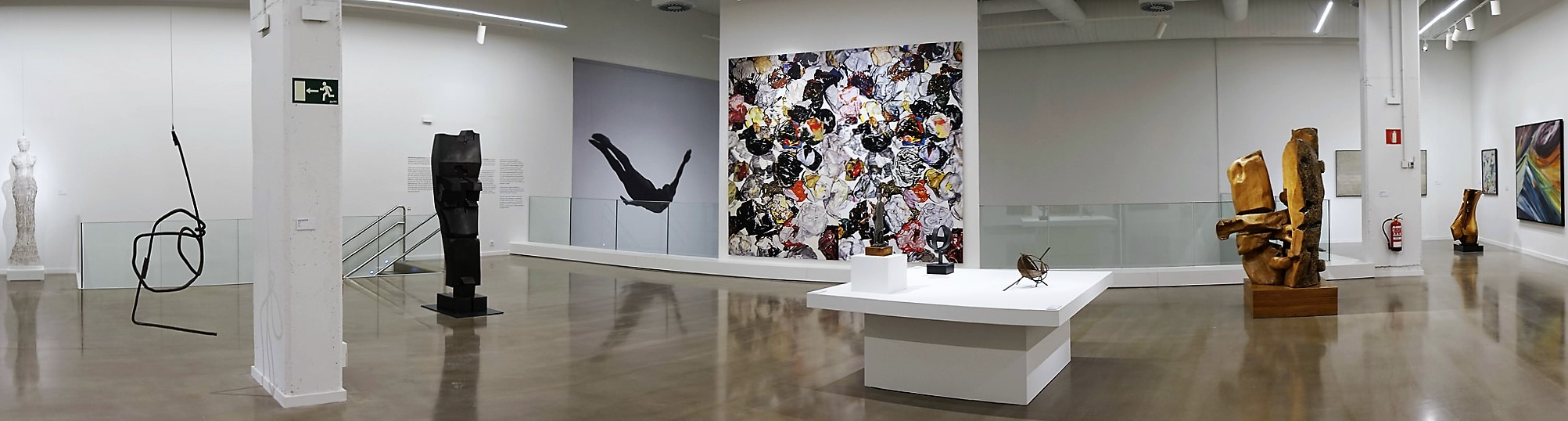
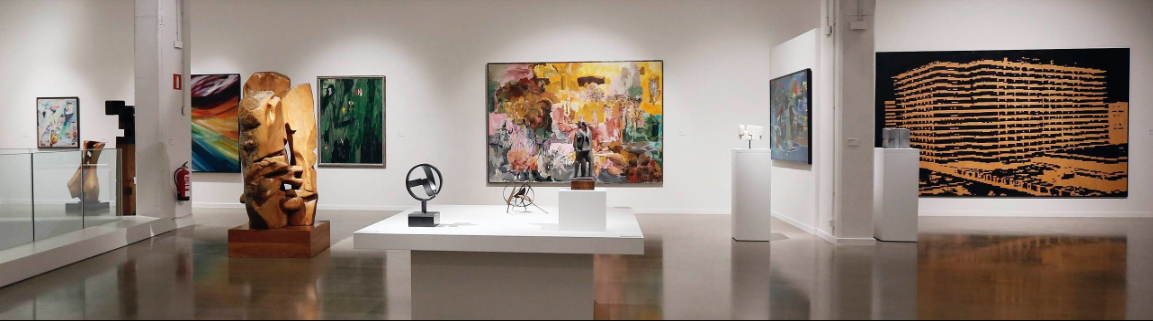
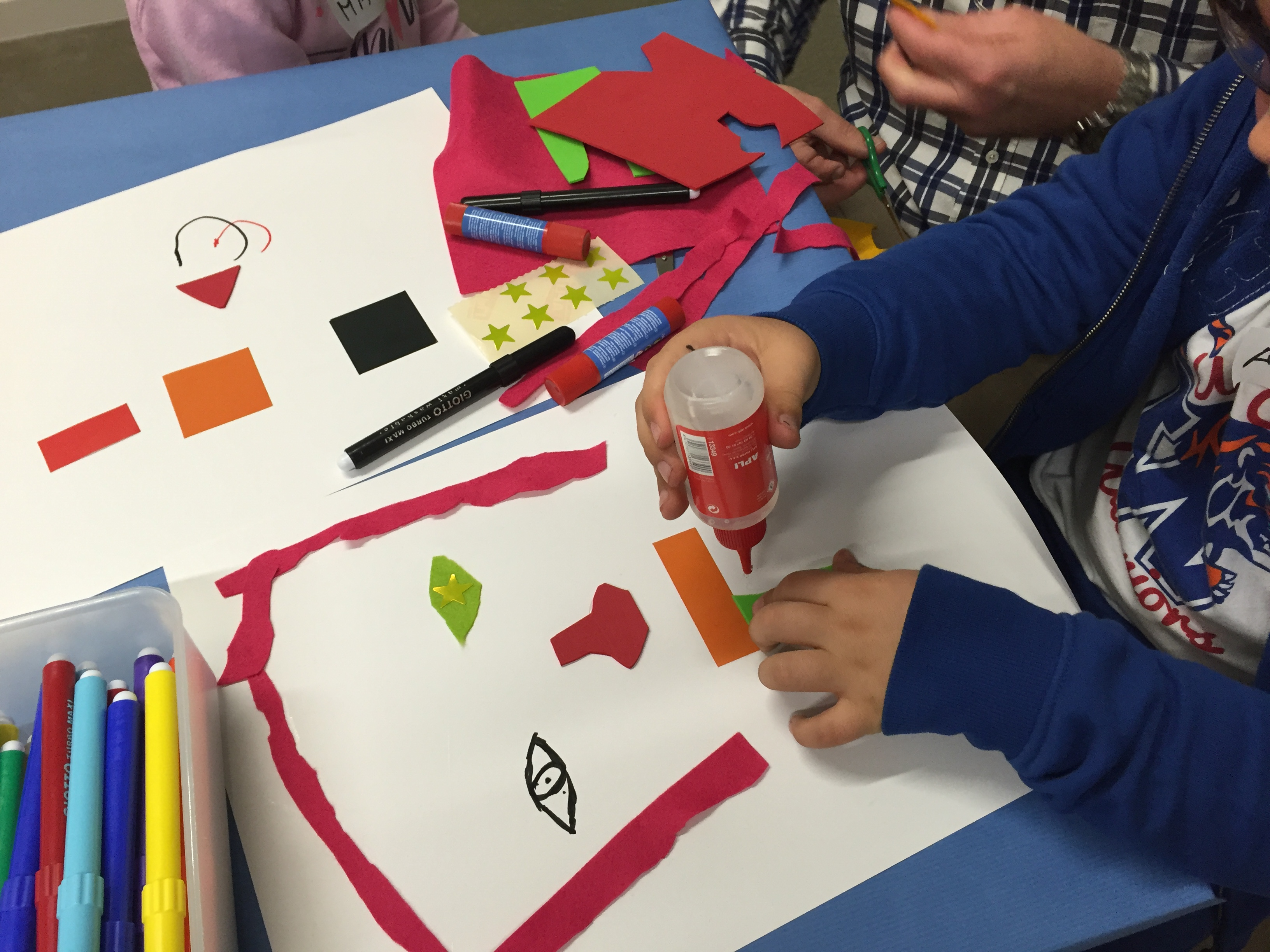

## Horario
- De martes a domingo: 12:00h-14:00h / 16:00h-20:00h